# Anisothecium globuligerum
Anisothecium globuligerum är en bladmossart som beskrevs av Brotherus 1924. Anisothecium globuligerum ingår i släktet Anisothecium och familjen Dicranaceae. Inga underarter finns listade i Catalogue of Life.